# Bab Tuma
Bab Tuma (àrab: باب توما, Bāb Tūmā, ‘Porta de Tomàs') és un barri de la Ciutat Vella de Damasc, a Síria, i és també el nom d'una de les set portes de la muralla històrica de la ciutat, la qual és un punt de referència geogràfic del primer cristianisme. La porta va ser anomenada pels romans d'Orient per commemorar sant Tomàs, un dels dotze apòstols de Jesucrist. Els romans havien construït la ciutat amb set portes i, en l'època romana, aquesta estava dedicada a Venus. La porta actual, la reconstruïren els aiúbides al segle xiii.(1)

## Història
Alguns habitants històrics famosos del barri de Bab Tuma foren sant Pau (per la conversió de Pau a Damasc); sant Tomàs, el qual, després de deixar el seu nom a un barri, va anar a explorar l'Índia; sant Ananies, l'escriptor francès Alphonse de Lamartine, el sant teòleg ortodox grec Joseph de Damasc, fundador de l'escola patriarcal de Damasc; sant Rafel de Brooklyn, el primer bisbe ortodox oriental de la ciutat de Nova York (enviat allà pel tsar Nicolau II de Rússia el 1895), i el filòsof sirià Michel Aflaq, fundador del Partit Baas i la ideologia baasista.(1)
En el segle xvi, seguint la conquesta d'Antioquia i Iskenderun per l'Imperi otomà després de la batalla de Marj Dabiq, el burg de Bab Tuma es va convertir en la seu de l'Església ortodoxa grega d'Antioquia i l'Església catòlica Melquita pel nord de Llevant (Síria, Líban i Turquia del sud), així com internacionalment per l'Església ortodoxa, amb la Catedral de Sant Jordi, des del 1959.(1)

## Galeria

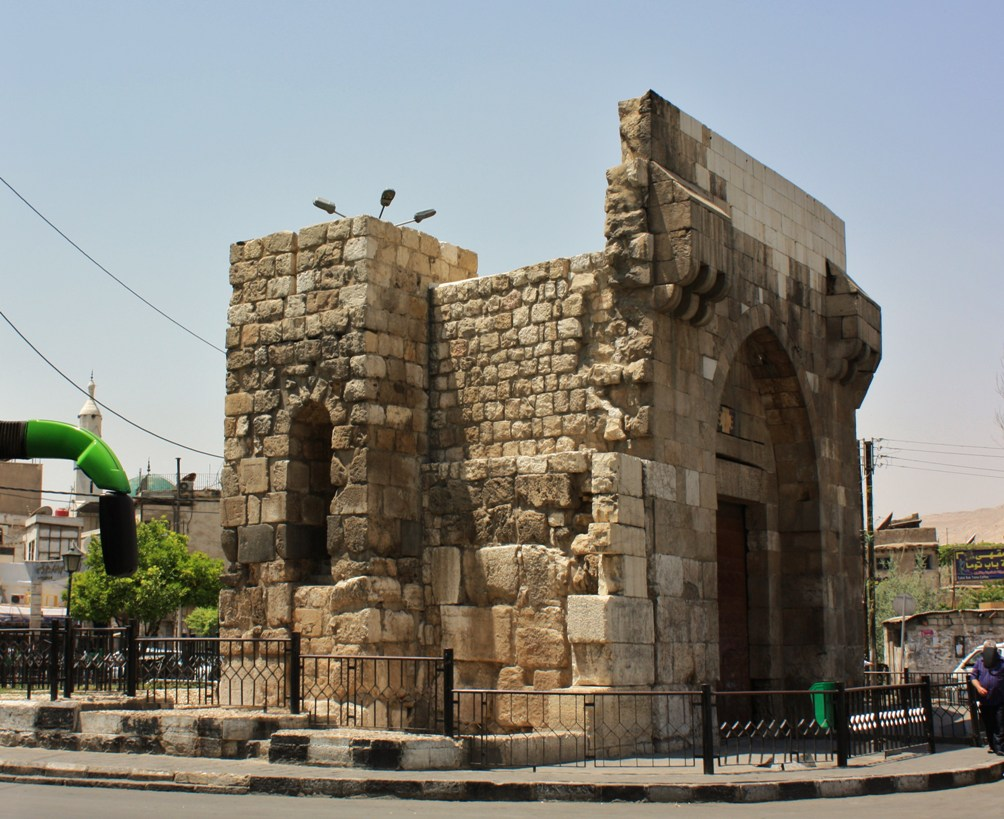
Vista de la Porta de Tomàs
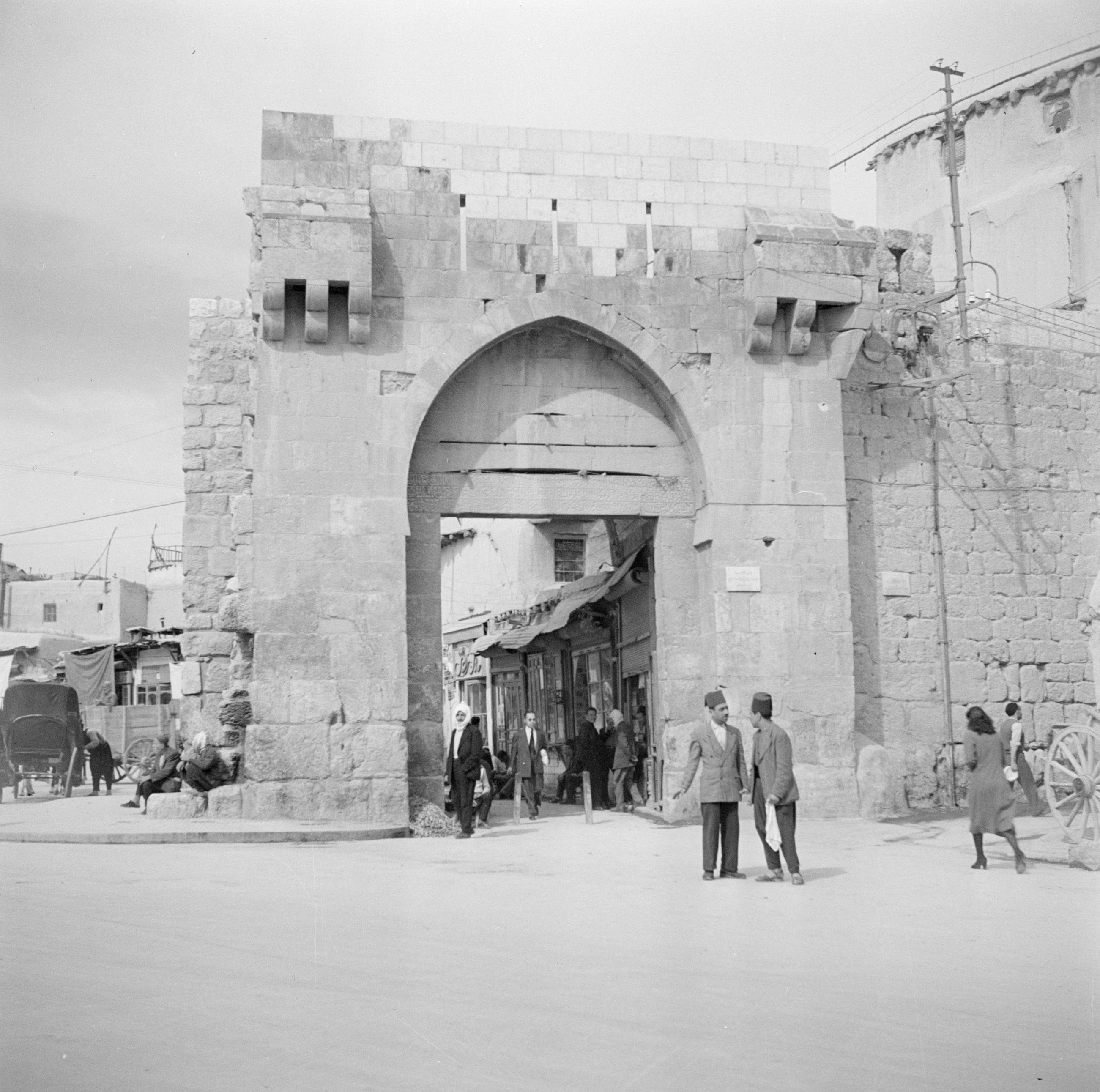
La Porta de Tomàs el 1950, abans que les autoritats demolissin les botigues